# Dienstgrade der Feuerwehr in den Vereinigten Staaten

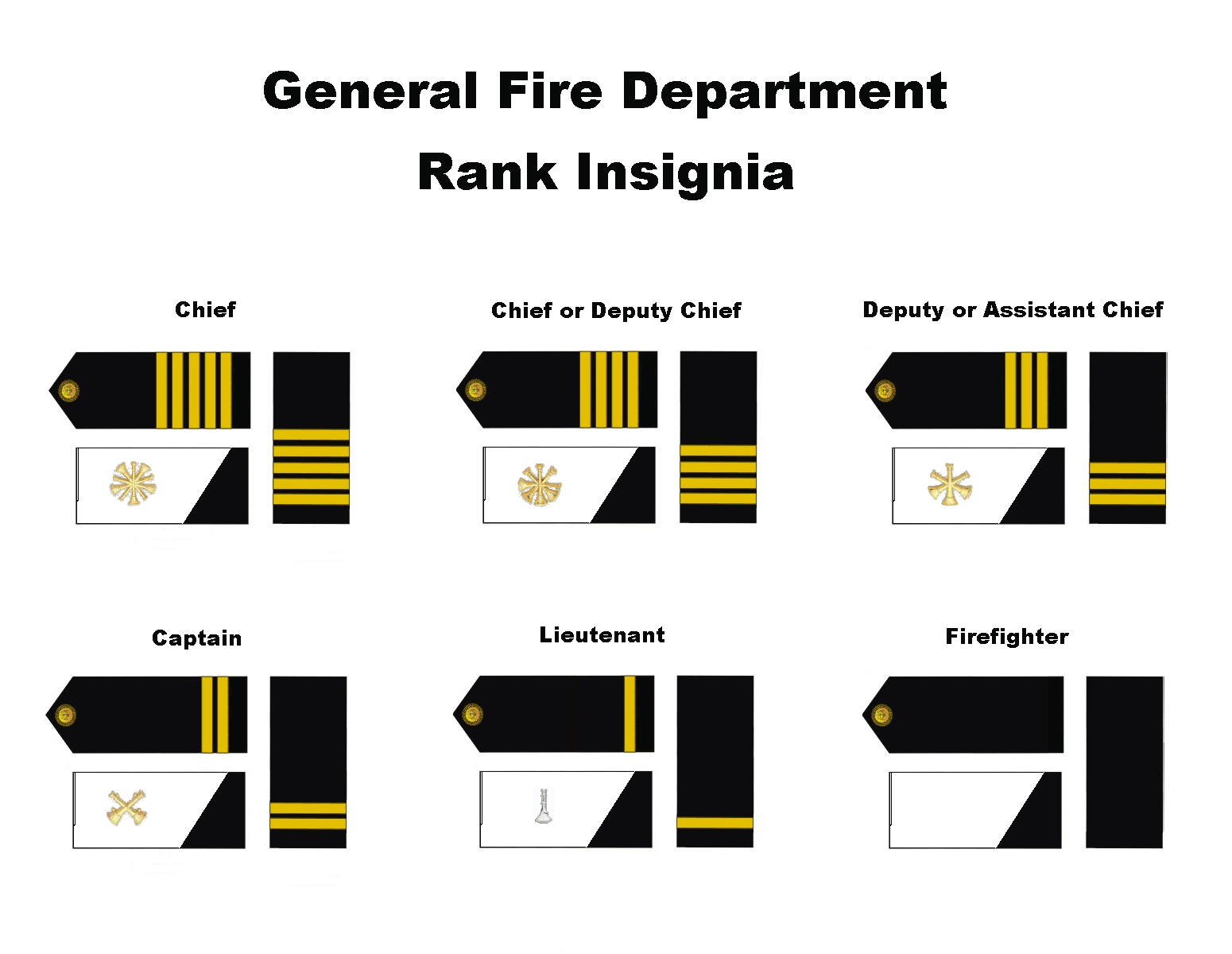
Dienstgradabzeichen der Berufsfeuerwehren in den USA

In den Vereinigten Staaten kann der Rang eines Feuerwehrangehörigen normalerweise an der Farbe seines Helmes abgelesen werden. Weiße Helme stehen für sogenannte „chief officers“, während rote Helme für „company officers“ stehen. Das individuelle Design und die Farbgebung variiert dabei von Department zu Department. Auf der Galauniform ist das am häufigsten genutzte Symbol für den Rang ein Feuer- oder Signalhorn (genannt „bugle“), wie es vor dem Einsatz von modernen Kommunikationsgeräten benutzt wurde. Die Ränge gehen dabei vom Lieutenant (1 bugle) bis zum Fire Chief (5 bugles).

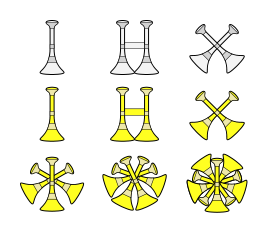
Bugles als Dienstgradabzeichen

Die folgenden Stufen existieren in US-amerikanischen Feuerwehren, von denen manche aber nicht in jedem Department genutzt werden:
- Firefighter - keine bugles
- Engineer/Technician/Sergeant - keine bugles
- Lieutenant - 1 bugle
- Captain - 2 bugles, entweder parallel (traditionell) oder gekreuzt (seltener)
- Battalion Chief - 2 bugles, entweder parallel (traditionell) oder gekreuzt (seltener)
- Division Chief/Deputy/Deputy Assistant oder Chief/Commissioner - 3 gekreuzte bugles
- Assistant Chief/Commissioner - 4 gekreuzte bugles
- Chief/Commissioner - 5 gekreuzte bugles

Die kleinste Einheit der Feuerwehr ist die sogenannte „company“ unter einem Lieutenant, der daher in etwa mit einem Gruppen- oder Zugführer verglichen werden kann.
Einige Departments wie beispielsweise das FDNY benutzen militärische Rangabzeichen anstatt der traditionellen bugles. Eher selten sind die gekreuzten Feuerwehräxte als Rangabzeichen.